# Calle Perú
La calle Perú es una arteria vial que se encuentra en el centro histórico de la ciudad de Buenos Aires, Argentina.

## Características
Es continuación de la conocida calle Florida, que al cruzar la avenida Rivadavia, toma el nombre de Perú. Es peatonal durante dos cuadras, las que van entre Rivadavia y la Diagonal Sur. 
Luego se convierte en una calle con tránsito vehicular con sentido sur - norte, que transita los barrios de Monserrat y San Telmo, para finalizar en Barracas.
Sobre la calle Perú rige desde septiembre de 1910 una ordenanza municipal que reglamentó el retiro de las fachadas de las futuras construcciones sobre la vereda este, previendo un ensanche de la angosta arteria para permitir la mejor circulación de vehículos. Las calles del centro porteño fueron abiertas en el año 1580, y no recibieron mayores modificaciones en su ancho, no estando previstas para el tránsito vehicular, aunque ya la circulación era compleja a fines del siglo XIX. 
Aunque la orden de retirar las construcciones para ensanchar la calle Perú entre la calle Moreno y la avenida Caseros sigue vigente en teoría, la presencia de gran cantidad de edificios de importantísimo valor histórico (por ejemplo, la Manzana de las Luces), que con el paso de los años obtuvieron la protección y conservación necesarias, ha impedido que el proyecto pueda concretarse. Esto provoca el aspecto singular de la calle Perú, donde se intercalan edificios retirados y con una amplia vereda, y antiguas casas de fines del siglo XIX, con medianeras que generan varios recovecos y rincones.

## Recorrido
En el cruce de las calles Perú y Rivadavia se encuentra el edificio de la antigua Casa Escasany (Perú n.º 1) , y la sede central de Aerolíneas Argentinas (n.º 2), (arqs. Testa, Lacarra y Rossi, 1979).
En el cruce con la avenida de Mayo se encuentran las bocas de entrada a la estación Perú de la Línea A del subterráneo porteño. En esta importante esquina están los edificios Cénit y el antiguo anexo de la tienda Gath y Chaves (arq. Salvador Mirate, 1910), transformado en oficinas en 1992, llamativo por su alargada cúpula.
Luego de cruzar la calle Hipólito Yrigoyen se alzan, en el n.º 103, la torre de la Comisión Nacional de Comunicaciones (CNC) y, en toda la vereda este, el Palacio de la Legislatura (arq. Héctor Ayerza, 1931). En la intersección con la Diagonal Sur se encuentran el edificio del Instituto Nacional de Estadísticas y Censos (INDEC), el Monumento a Julio Argentino Roca (año 1941) y, en la esquina opuesta, la antigua Procuraduría Jesuítica (año 1730), parte del conjunto histórico de la Manzana de las Luces. Otros edificios en la cuadra entre las calles Adolfo Alsina y Moreno que forman parte de esta antigua manzana propiedad de la orden de los jesuitas son las Casas Redituantes (año 1783) y la Sala de Representantes (año 1821). En la esquina opuesta de la calle Moreno funciona el bar El Querandí (n.º 302, abierto en 1920), y llegando al cruce con la Avenida Belgrano está el imponente edificio Otto Wulf (arq. Morten Rönnow, año 1914). 
La "casa de la Virreina Viuda" o "casa de la Virreina Vieja", como quedó registrada por décadas en la memoria popular, se construyó en 1782 en la esquina noroeste de Perú y Belgrano. La piqueta la abatió recién en 1913. En esta histórica casa, durante la Segunda Invasión Inglesa al Río de la Plata, el domingo 5 de julio de 1807, el teniente coronel Henry Cadogan tomó la vivienda y parapetó a su tropa del regimiento 95 en lo que todavía era el hogar de Rafaela de Vera y Mujica y su larga prole, santafecina y segunda esposa y viuda de Joaquín del Pino, octavo virrey de Buenos Aires y padre de 17 vástagos, quien había fallecido en este solar el 11 de abril de 1804.
Para el año 1867, D. Amaro del Valle, hijo del Edecán de Rosas, Narciso del Valle, deja en testamento sus casas de la calle Perú N.º 362 y N.º 372.
Cruzando la avenida se desarrollan algunas cuadras en donde el ensanche de la calle Perú es notable, ya que la mayoría de las construcciones sobre la vereda par son posteriores al año 1910. Al no concretarse el proyecto, la vereda es muy ancha y se ha aprovechado para peatonalizar y arbolar la calle. En el n.º 535 se levanta el edificio industrial proyectado por el arquitecto Lorenzo Siegerist para la Casa Nocetti. Data del año 1894, es de estilo art nouveau y predomina en la fachada el hierro, proveniente de los talleres parisiones de Gustave Eiffel. Hoy funciona allí un local bailable llamado Museum. En la vereda este, predominan los edificios racionalistas de la década de 1940.

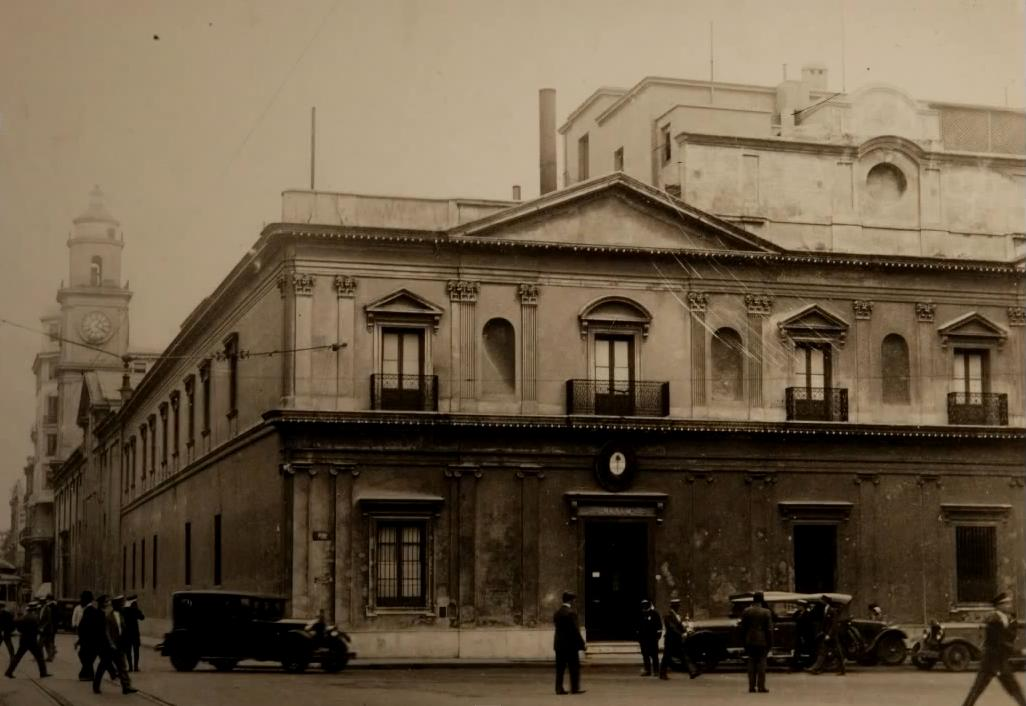
Manzana de las Luces: la esquina de Perú y Alsina en los años '20.

En la esquina nordeste con la calle Chile, en la medianera de una antigua casa -donde funcionó la Imprenta Coni-, se instaló una estatua de Rodolfo Walsh, que mira desde un falso balcón a una plazoleta. Al pequeño espacio con un árbol se lo llamó con el nombre del periodista y escritor, asesinado en 1977. En el n.º 759 está el Instituto Industrial Ingeniero Luis A. Huergo, y a pocos metros, en el n.º 782 está la Escuela Infantil N.º 8 Hipólito Vieytes, antiguo edificio restaurado, del arq. Carlos Morra, construido en 1882.
Luego de cruzar la Avenida Independencia, la calle pasa a un tramo en que no fueron renovadas las edificaciones durante la vigencia del proyecto de ensancho, y aún predominan las casas antiguas en la vereda este. En el n.º 946 está el actual edificio de la Escuela Pública n.º 21 D.E. 4.º "Hipólito Vieytes". En el n.º 1050 está la Seccional 2 de la Policía Federal, del arquitecto Virginio Colombo.
Pasando la avenida San Juan, la calle Perú entra en una zona casi exclusivamente residencial, con algunos pocos locales comerciales. A partir de la avenida Caseros, en cuya esquina se levantan algunas residencias fastuosas, la calle está densamente arbolada y es empedrada, mientras baja la barranca de la antigua zona baja que inundaba el Riachuelo con sus crecidas. En el n.º 1656 está la parroquia de San Sava (año 1948). En medio de un barrio de antiguas casas, la calle Perú termina en la angosta calle Ituzaingó.

## Imágenes

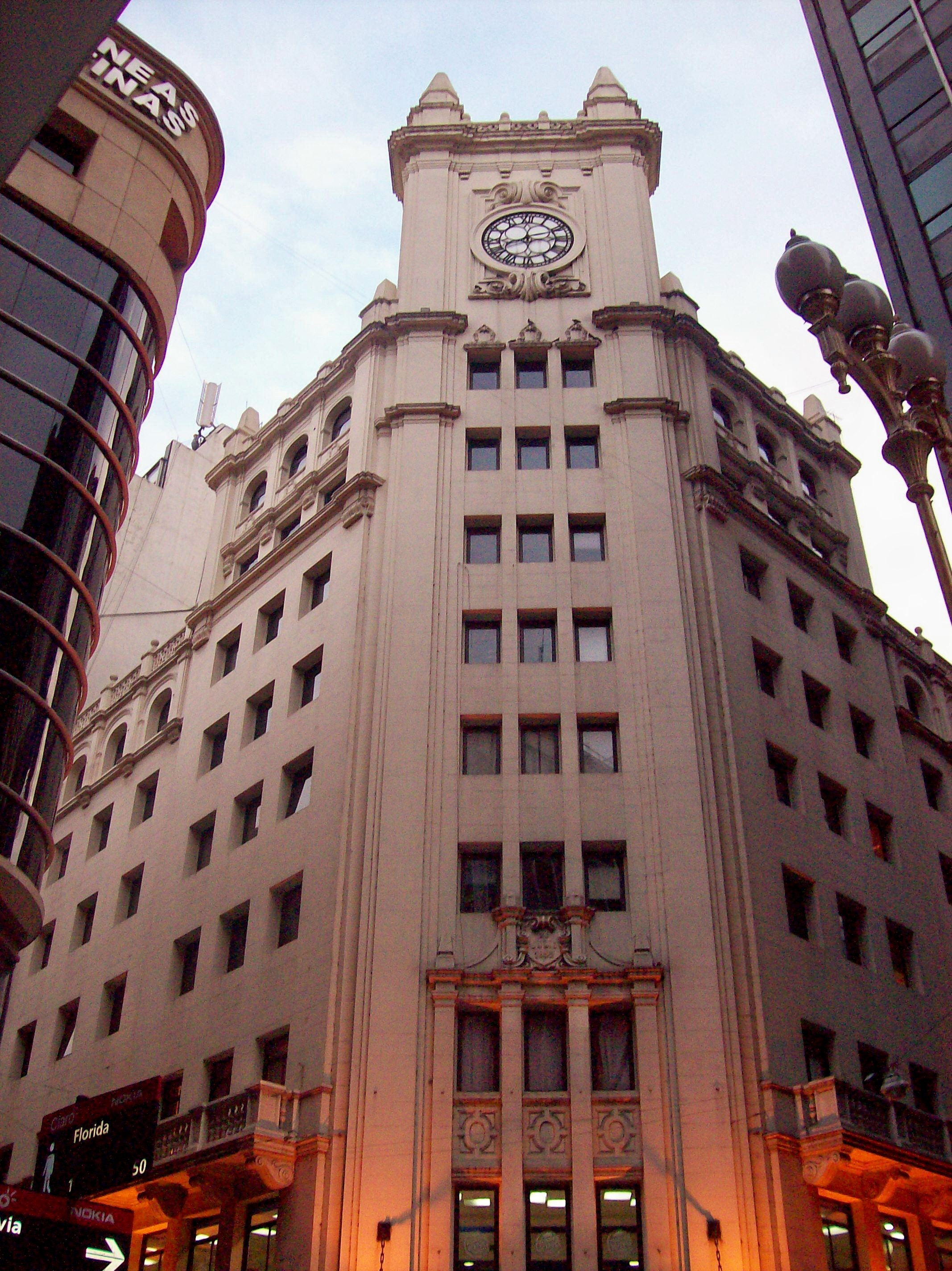
Ex Casa Escasany
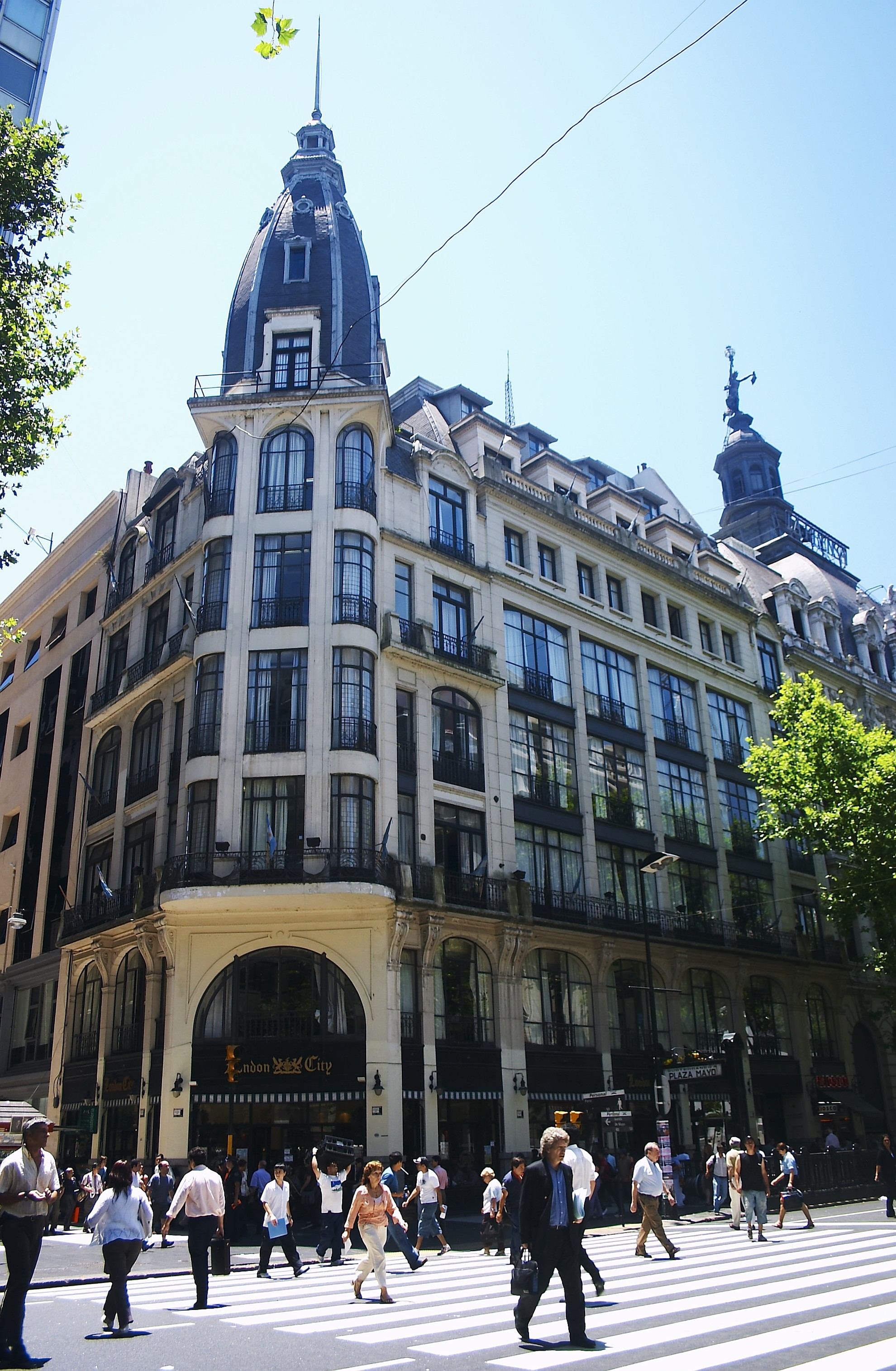
Ex Anexo de Gath y Chaves
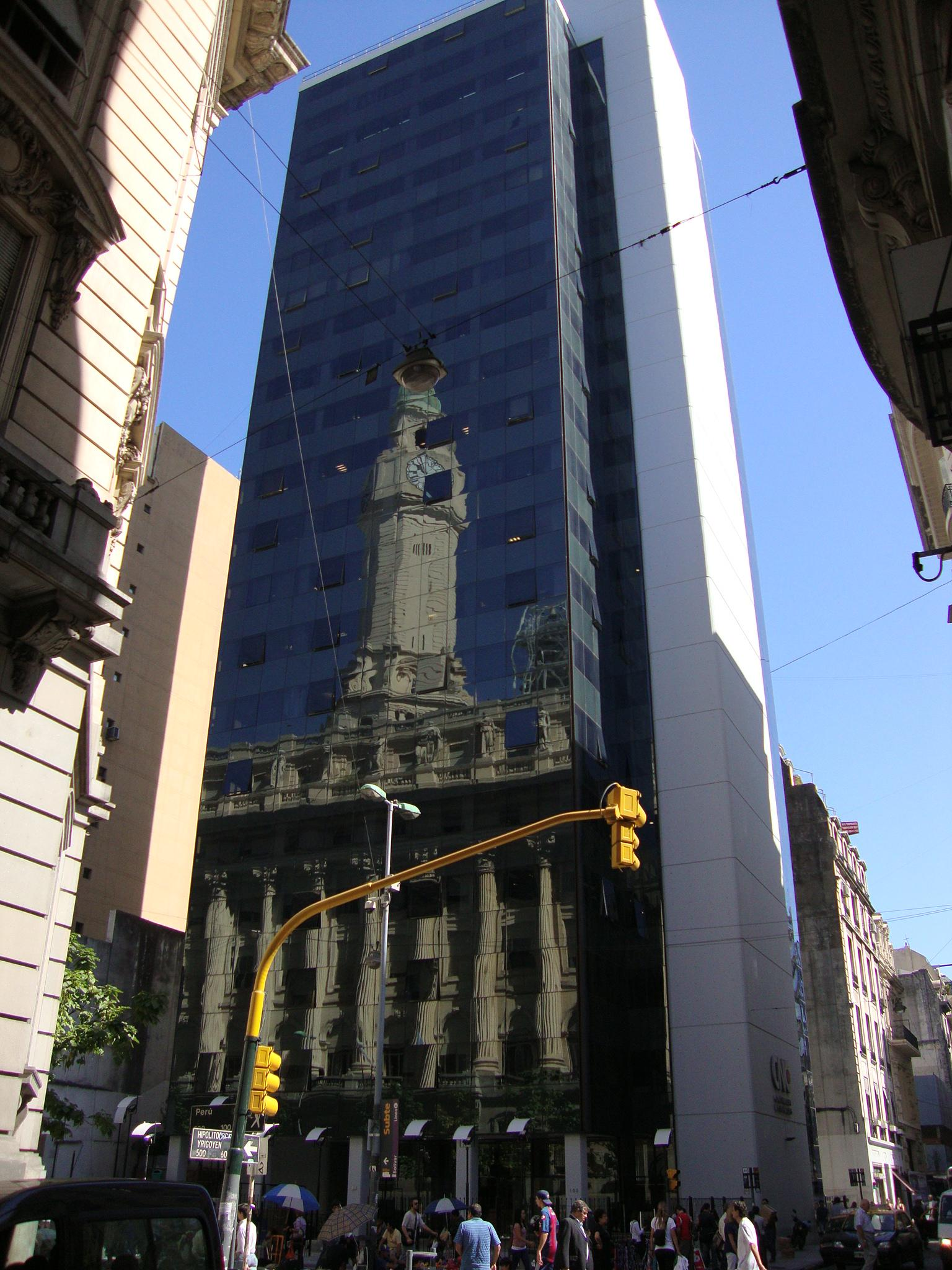
Comisión Nacional de Comunicaciones
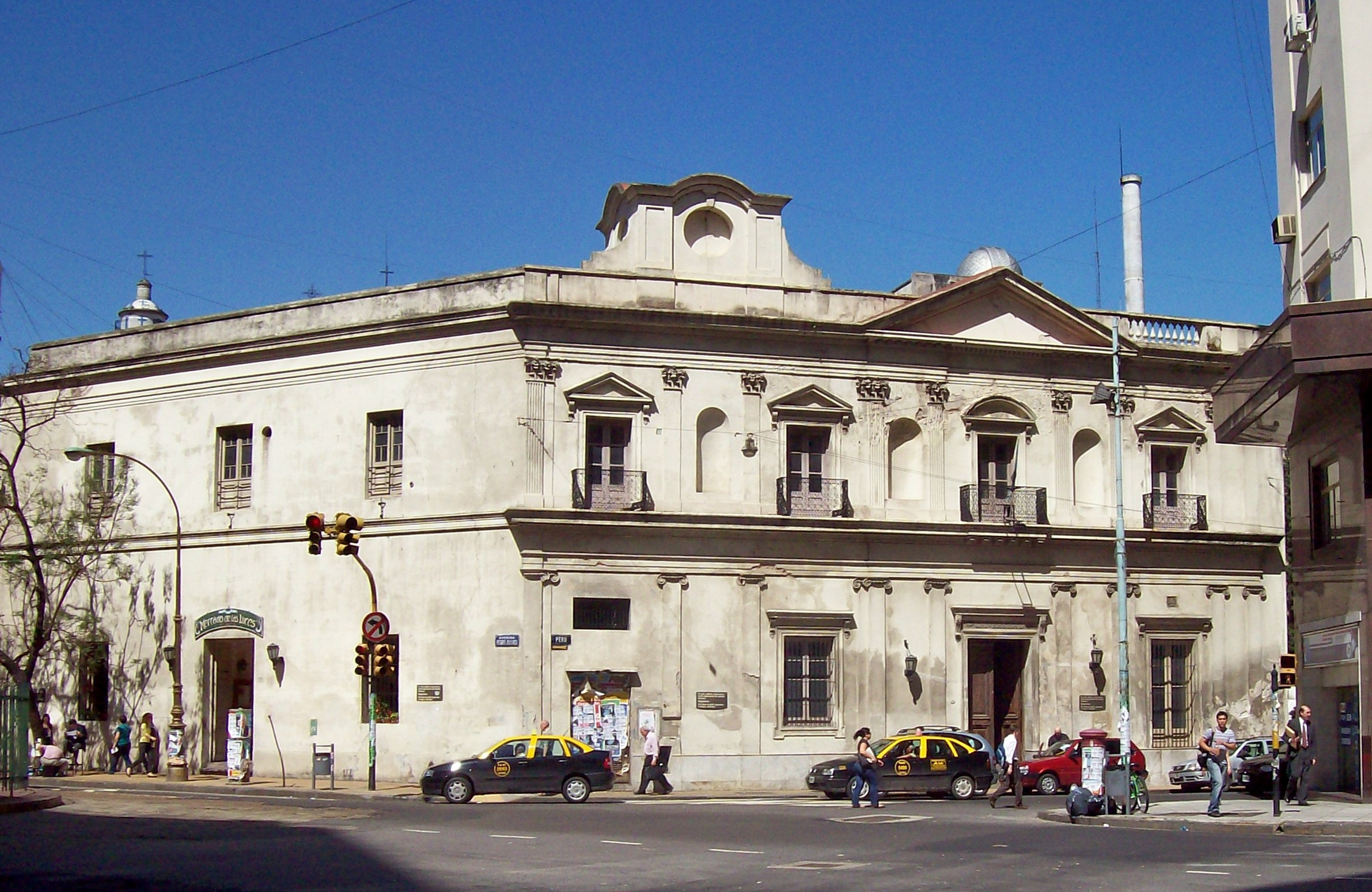
La Procuraduría Jesuítica
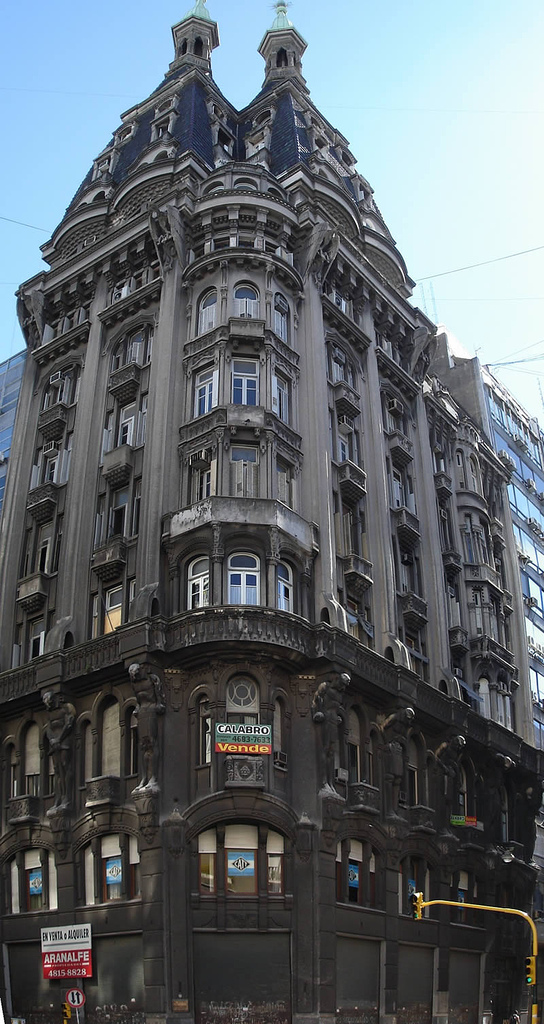
Edificio Otto Wulff
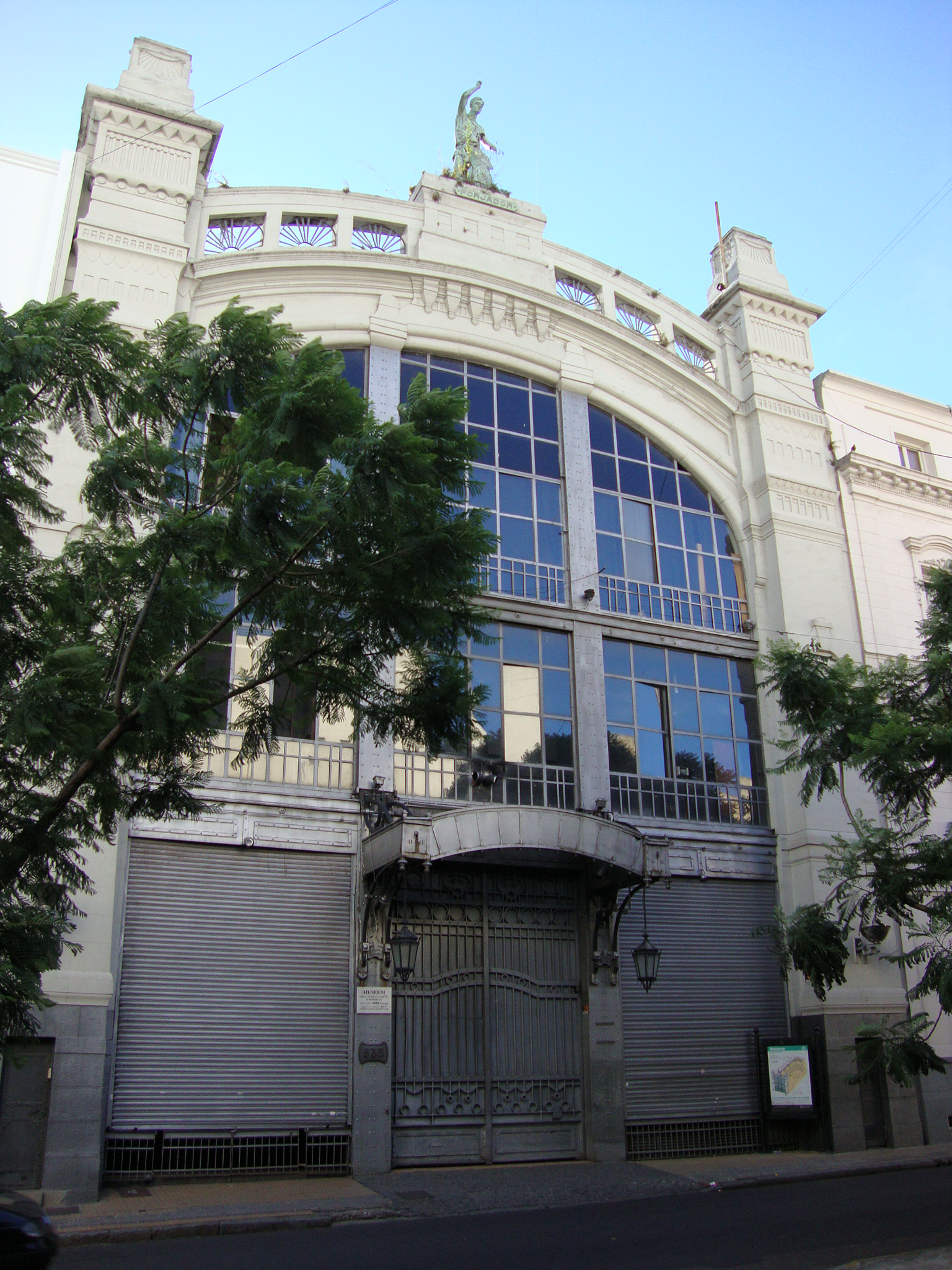
La antigua Casa Nocetti (bailable Museum)
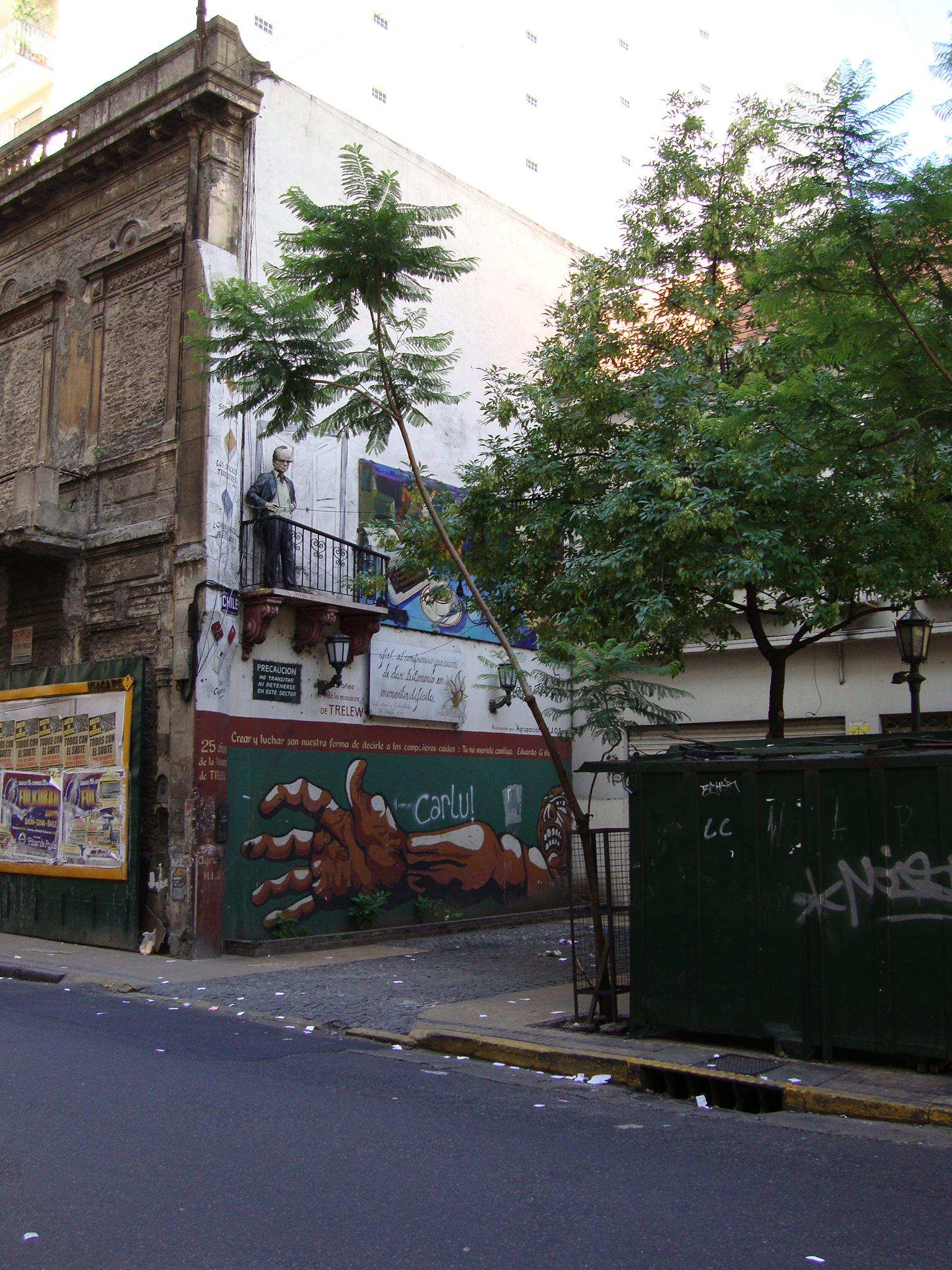
Plazoleta Rodolfo Walsh y su estatua
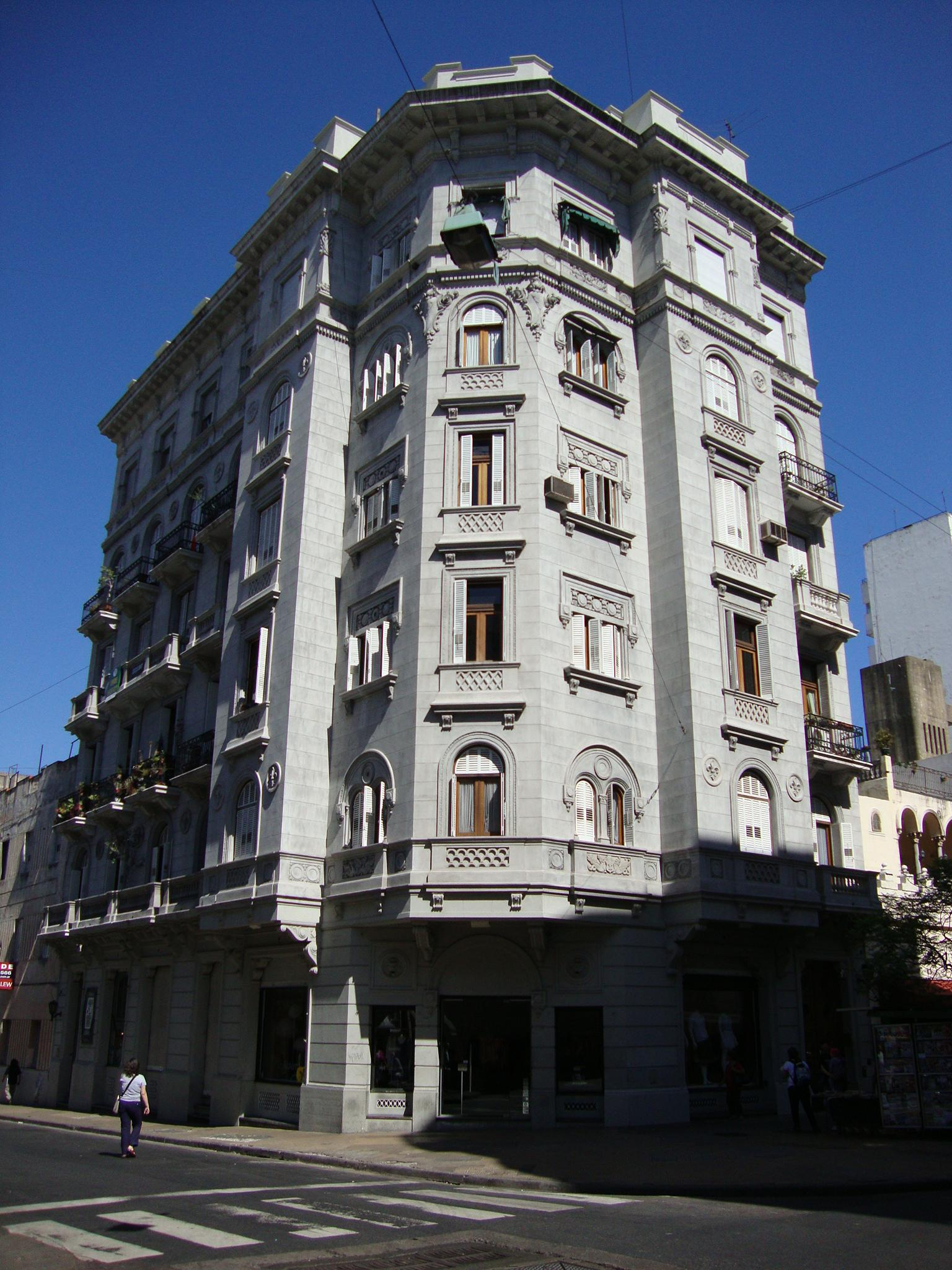
Edificio neoflorentino en Perú y Carlos Calvo